# ヘンリー・ベンティンク (初代ポートランド公爵)
初代ポートランド公爵ヘンリー・ベンティンク（英語: Henry Bentinck, 1st Duke of Portland、1682年3月17日 – 1726年7月4日）は、イギリスの貴族、植民地官僚。1689年から1709年までウッドストック子爵の儀礼称号を使用した。

## 生涯
初代ポートランド伯爵ウィリアム・ベンティンクとアン・ヴィリアーズ（エドワード・ヴィリアーズの長女）の次男（長男は夭折）として生まれ、1701年から1703年にかけてのグランドツアーでポール・ド・ラパンとともにイタリアとドイツを旅した。
1705年イングランド総選挙でサウサンプトン選挙区から出馬して当選、1708年イギリス総選挙でハンプシャー選挙区に鞍替えした。1709年11月23日に父からポートランド伯爵の爵位を継承して貴族院に移籍した後、1710年から1713年まで第1近衛騎馬隊隊長を務め、1716年7月6日にポートランド公爵に叙された。1717年から1726年まで、ジョージ1世の寝室侍従を務めた。
1719年に王立音楽アカデミー社に出資したが、1720年の南海泡沫事件で多大な損失を出したため、翌年にジャマイカ総督という実入りのあまり多くない官職に就任した。1726年にジャマイカ植民地のスパニッシュ・タウンで死去、遺体はイングランドに運ばれてウェストミンスター寺院のオーモンド公爵納骨所で埋葬された。

## 家族
1704年6月9日、第2代ゲインズバラ伯爵ライオセスリー・ノエルの娘エリザベス（1733年没）と結婚、3男7女をもうけた。
- ウィリアム（1709年 – 1762年） - 第2代ポートランド公爵
- ジョージ（英語版）（1715年 – 1759年） - 軍人
- アン（1749年没） - ダニエル・ポール大佐と結婚
- アメリア・キャサリナ（1756年没） - ヤコブ・ファン・ヴァッセナール（Jacob van Wassenaer）と結婚
- イサベラ（1783年没） - ヘンリー・モンク（Henry Monck）と結婚、子供あり